# Komory Dąbrowne
Komory Dąbrowne – wieś sołecka w Polsce położona w województwie mazowieckim, w powiecie ciechanowskim, w gminie Sońsk.
| SIMC    | Nazwa   | Rodzaj    |
| ------- | ------- | --------- |
| 0126238 | Janówek | część wsi |

Komory Dąbrowne to niewielka, ale malownicza miejscowość zamieszkiwana głównie przez rolników. Znajduje się tu oczyszczalnia ścieków oraz wiele pól uprawnych.
Jest to najmniejsza miejscowość, pod względem liczby ludności, w gminie. Wieś graniczy z: Komorami Błotnymi, Skrobocinem, Gąsocinem, Koźniewem Średnim i Koźniewem Łysaki.
W latach 1975–1998 miejscowość administracyjnie należała do województwa ciechanowskiego.